# Colletes esakii
Colletes esakii är en biart som beskrevs av Hirashima 1958. Colletes esakii ingår i släktet sidenbin, och familjen korttungebin. Inga underarter finns listade i Catalogue of Life.